# 渡邉圭太
渡邉 圭太（わたなべ けいた、1977年7月10日 - ）は、日本の政治家。岐阜県加茂郡富加町長（1期）。元富加町議会議員（3期）。
渡辺 圭太と表記する場合もある。

## 来歴
富加町立富加小学校、美濃加茂市富加町中学校組合立双葉中学校、岐阜県立関高等学校、立教大学を卒業し、立教大学大学院修了（理学博士）後、東京工業大学博士研究員となる。
2015年（平成27年）4月26日の富加町議会選挙で初当選した。2019年5月から2021年5月まで富加町議会副議長、2021年5月から2023年4月まで富加町議会議長を務めた。
2024年5月21日告示の富加町長選では、当初現職の板津德次が4選を目指して立候補を表明していたが、2024年2月に健康上の理由で立候補を断念し、今季限りの引退を表明した。告示日に届け出が渡邉圭太のみであったため、無投票で当選した。